# ヒャック
ヒャック（Hyack、1976年6月30日 - ）は韓国のゲームデザイナー。本名チョ・ジェヒョク（Chae Jae Hyuk）。通称「ヒャックたん」。『ラグナロクオンライン』のβ1テストにおいてゲームマスター就任中に、任期は短かったものの、その性格や、ユーザーに親しみある言動、どこかずれたハイテンションさ、たどたどしい日本語、独特の顔文字などからゲームマスターとしては特異と言える程の日本ユーザーの根強い支持を獲得した。2005年には東京ゲームショウ2005グラビティブースに、ステージ司会として来日し、『ラグナロクオンライン2』でもゲームマスターをやります」と宣言し、ボランティアサポーターズとして集まった日本のラグナロクオンラインユーザーや、来場者と記念撮影に囲まれる一面もあった。

## 略歴
- 1976年6月30日 - 生誕。
- グラビティ社に入社。
- 2001年11月29日 - 『ラグナロクオンライン』の日本語版β1テスト開始と共に日本語サーバーのゲームマスターに就任。
- 2001年12月27日 - ゲームマスター権限で生成したアイテムをMMORPG関連のファンサイトを運営するプレーヤーに渡して問題になる。後日、Hyackと問題視するユーザーとの間でメールのやり取りが為され、アイテムは回収された。
- 2002年1月 - 日本語能力試験1級を取得。
- 2002年2月20日 - ゲームマスターから企画へと異動。後任の日本語サーバーのゲームマスターは「memberx」。
- 2002年3月31日 - 『ラグナロクオンライン』のユーザー主催のファンイベント（2次創作物即売会）「RAG-FES」にグラビティ社から出席。事前には他に開発者1名と共に参加すると『ラグナロクオンライン』公式サイトで発表していたが、当日には原作者イ・ミョンジンやキム・ハッキュ元社長ほかスタッフ数名が来日して参加。キム・ハッキュ元社長の挨拶や質疑応答の通訳も務めた。
- 2002年6月30日 - 『ラグナロクオンライン』のゲーム内でヒャックの誕生日を祝うプレーヤーが一箇所に大勢集まり、サーバーが不安定になる。後日、この件に関してファンサイトに本人からの謝辞が寄せられた。
- 2002年9月29日 - 東京都大田区蒲田にある産業プラザPioにて「RAG-FES2」が開催、グラビティからヒャックが通訳と解説で参加、原作者である李命進先生が来場者にお土産としてラグナロクオンラインの非売品うちわを配布。ガンホー社の日本での運営やアップデートについて発表された。
- 2003年 - モバイル用ゲームの開発部署に異動。
- 2003年11月 - グラビティを退社。別のゲーム会社に入社。本人は「重力星人」から「湖の妖精」になったとコメントしている。
- 2004年3月 - 予備兵役訓練から帰還した際に、グラビティ社のセキュリティカード入り財布を紛失する。
- 2004年11月 - エヌ・シー・ソフト（NCSOFT）Studio 2 Planning Deptに移籍。
- 2005年8月1日 - グラビティに復帰。
- 2005年9月 - 東京ゲームショウ2005の『RO2』などを展示するグラビティブースで司会を務める。壇上で「『ラグナロクオンラインII』でもGMをやります」との発表が行われた。その後、自身のホームページで『ラグナロクオンラインII』開発の部署から離れたと公言した。